# Crkva sv. Mande na Marjanu
Crkva sv. Mande [Marije Magdalene], poznata i kao crkva sv. Lazara i sv. Marije Magdalene, rimokatolička sakralna građevina, koja se nalazi u Velom Varošu u Splitu, na sjeveroistočnim padinama Marjana. Nazvana je po Mariji Magdaleni.

## Opis
Crkva sv. Mande je jednobrodna građevina s pravokutnom apsidom, pokrivena kupama kanalicama. S apsidom je duga 12 metara, a širina lađe je 6 metara.
Poviše pročelja nalazi se zvonik na preslicu za dva zvona, a poviše vrata četvrtasti prozor. Oltar se nalazi u četvrtastoj apsidi. Iznad oltara, na pali na zidu, na mjestu starog oltara, nalaze se likovi sv. Marije Magdalene i sv. Lazara. Umjetničku vrijednost imaju slika Sv. Marije Magdalene i slika Bogorodice s djetetom, sv. Marijom Magdalenom, sv. Antom Padovanskim, sv. Lovrom i sv. Dujmom, obje iz 17. stoljeća. Prva slika bila je ukradena 2005. godine i pronađena 2015. godine, kada je vraćena vlasniku, crkvi Sv. Križa u Velom Varošu.

## Povijest
Prvi put se spominje 1145. godine. Ponekad se navodi pod imenom sv. Lazara i sv. Mande. Tako se izričito navodi u vizitaciji nadbiskupa Foconija 1578. godine ("ad S. Lazarum et Mariam Magdalenam"). Nadbiskup Cosmi u vizitaciji iz 1682. godine naziva je samo Sveta Marija Magdalena ("S.ta Maria Magdalena"). Nedaleko od crkve nekada se nalazila kuća za gubavce. Crkva je obnovljena sedamdesetih godina 20. stoljeća. U njoj se svake nedjelje slavi sveta misa.

## Zaštita
Pod oznakom Z-4639 zavedena je kao nepokretno kulturno dobro - pojedinačno, pravna statusa zaštićena kulturnog dobra, klasificiranog kao sakralna graditeljska baština .

## Vanjske poveznice
- Marjanske crkvice - visitsplit.com
- Nakon 10 godina pronađena skupocjena slika Magdalene ukradena iz crkve Svete Mande na Marjanu - index.hr